# Santa Maria de Salomó
Santa Maria de Salomó és un monument del municipi de Salomó (Tarragonès) inclòs en l'Inventari del Patrimoni Arquitectònic de Catalunya.

## Descripció
L'església de Santa Maria es troba al costat de l'entrada principal de la vila.

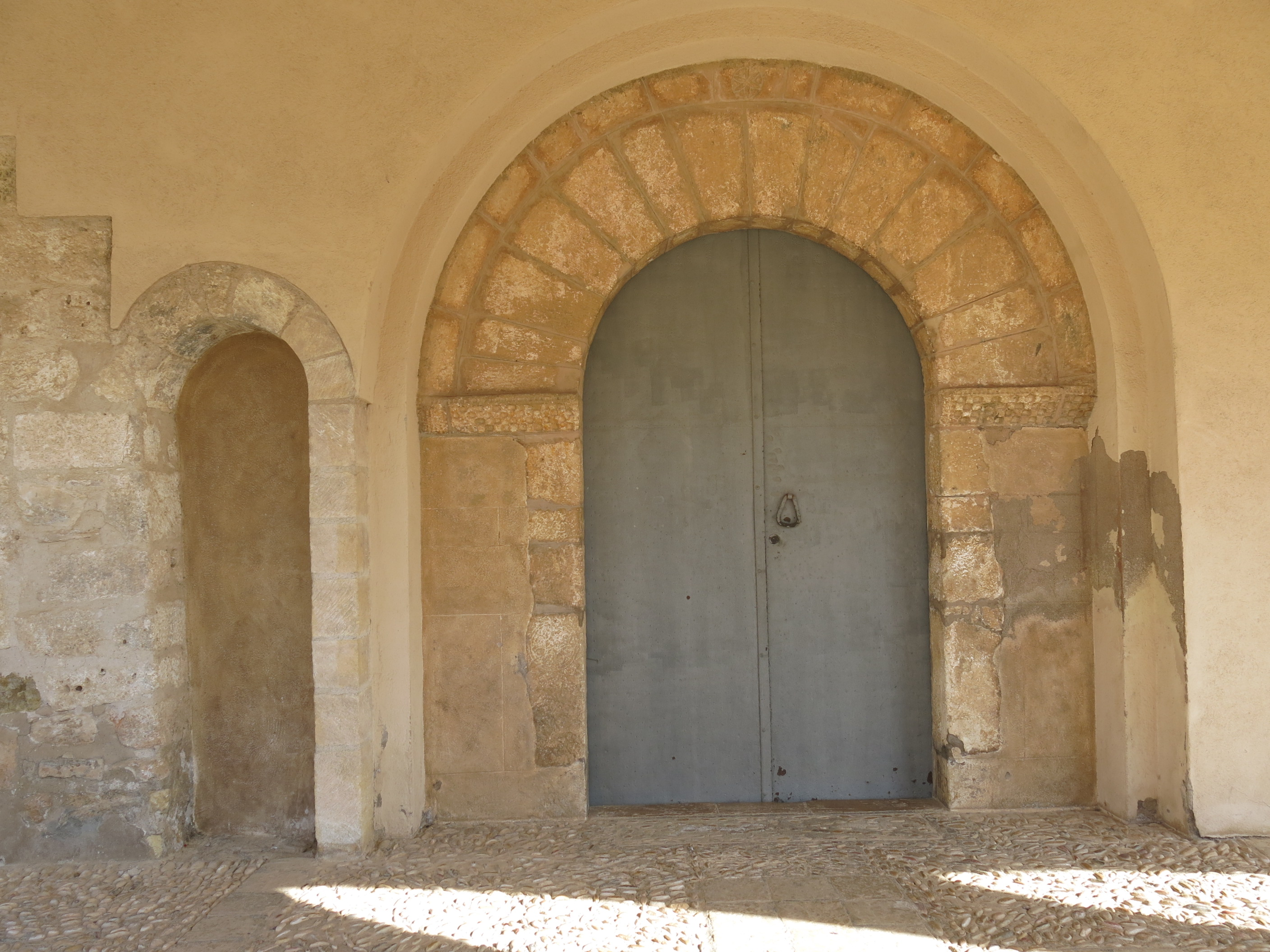
Portal romànic

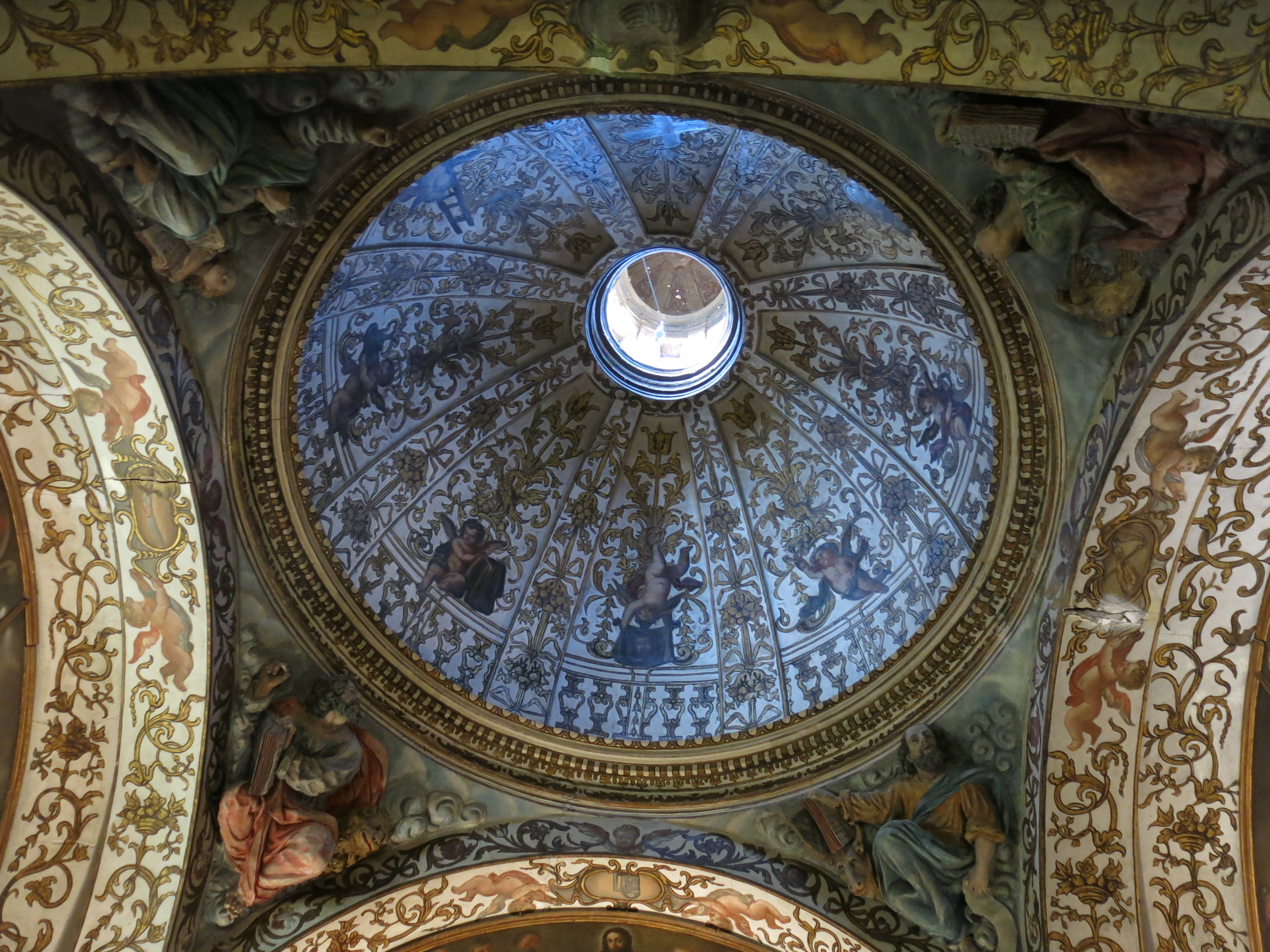
Cúpula de la capella del Sant Crist

Té planta de creu llatina inscrita dins un rectangle.
La part de la nau central fins al creuer podrien ser les restes de l'antic edifici romànic, del qual es conserva la porta, que abans s'obria al sud, sota el campanar -de dos pisos i d'estil barroc-.
L'església fou ampliada amb posterioritat amb capelles cupulades i creuer obert de la mateixa manera.
La porta és romànica, amb arc de mig punt i decoració amb escaquejats.
El porxo fou afegit en una restauració efectuada després de la guerra civil
Dins l'església, d'interessant, es troba la capella del Sant Crist -la primera cupulada del costat de l'epístola- construïda entre 1708 i 1715, decorada amb frescos de Jaume Pons i Monravà de Valls (1671-1730). La capella, de proporcions molt ajustades, seguint les normes clàssiques, forma una planta de creu grega amb un absis graciós amb vuit finestres. Les quatre llunetes que formen els arcs i la cúpula, els veiem ocupats pels quatre evangelistes, en forma d'uns pronunciats relleus barrocs.
La base de la decoració la formaven elements florals daurats, entrellaçats amb àligues, daurades que s'enfilaven per les pilastres i culminaven a la cúpula.
L'or és col·locat sobre un fons gris blanc, trencat amb freqüència per figures d'angelons, alguns dels quals sostenen emblemes de la passió.

## Història
L'any 1962 es va començar la restauració, feta per l'arquitecte Jordi Bonet i Armengol, la capella la va restaurar el pintor Joan Rifà i Benet.